# マイクロボーイ
『マイクロボーイ』は、荒川貴史の漫画作品。『月刊少年マガジン』（講談社）1984年3月号から9月号まで連載された。単行本は全1巻。

## ストーリー
向山高校新聞部長の大林純は、校内新聞の100号記念号をスクープ記事で飾るべく校内一の美少女・今泉里美の追跡取材を試みるがことごとく失敗に終わってしまう。そこで、発明が趣味の兄・昇に相談しようとするが兄は不在。しかし、兄の机の上に飲むと10分間だけ体が小さくなるカプセル剤「強力 一寸法師の素」を発見し、無断で持ち出すことにする。
翌日、校内で一寸法師の素を飲んで小さくなった純はローアングルから女子生徒たちのパンツを覗いたり、桑名先生のストッキングをよじ登ったりしてその効能を確かめ、満を持して里美の家への侵入を試みる。

## 登場人物
大林 純（おおばやし じゅん）
主人公。向山高校新聞部長で、兄の昇が発明した「強力 一寸法師の素」を兄に無断で持ち出してから小さくなって女の子に接近する。ただし、不可抗力でエッチな目に遭うことは有っても最初からエッチな目的で小さくなることは無い。
大林 昇（おおばやし のぼる）
純の兄。26歳。発明が趣味で、飲むと10分間だけ体が小さくなる「強力 一寸法師の素」を開発。近所の女子寮に住むゆかりに片想いしている。
今泉 里美（いまいずみ さとみ）
向山高校一と評判の美少女。校内新聞の100号記念号スクープを狙う純たち新聞部員に追い回されている。
早瀬 かおり（はやせ - ）
国語教師。純のテスト成績が悪かったことから「追試で赤点の場合は新聞部活動停止」を言い渡す。切羽詰まった純は先生の家に忍び込み、追試の問題を盗み出そうとする。
石井 ゆかり（いしい - ）
大林家の近所にある女子寮に住む大学生。兄・昇が書いたラブレターを渡すため、純は一寸法師の素を使って男子禁制の女子寮への侵入を試みる。
湯田 京子（ゆだ きょうこ）
純の同級生で、新体操部員。実は純に片想いしており、ストーリー後半の実質的なヒロイン。

## 書誌情報
- 1984年8月18日初版 ISBN 9784061736375